# منصور باقری (بازیکن فوتبال)
منصور باقری (زادهٔ ۲۴ مهر ۱۳۷۷) بازیکن فوتبال اهل ایران است که در پست هافبک دفاعی برای باشگاه پیکان در لیگ برتر خلیج فارس بازی می‌کند.